# آندره بیانکارلی
آندره بیانکارلی (انگلیسی: André Biancarelli؛ زادهٔ ۱۲ مارس ۱۹۷۰) بازیکن فوتبال اهل فرانسه است.
از باشگاه‌هایی که در آن بازی کرده‌است می‌توان به باشگاه فوتبال متس، باشگاه فوتبال باستیا، و باشگاه فوتبال موناکو اشاره کرد.
وی همچنین در تیم ملی فوتبال Corsica بازی کرده‌است.